# Peucedanum nebrodense
Peucedanum nebrodense är en flockblommig växtart som beskrevs av Carl Fredrik Nyman. Peucedanum nebrodense ingår i släktet siljor, och familjen flockblommiga växter. Inga underarter finns listade i Catalogue of Life.